# Алессандро Граміньї
Алесса́ндро Грамі́ньї (італ. Alessandro Gramigni; нар. 29 грудня 1968, Флоренція, Італія) — колишній італійський мотогонщик, виступав у чемпіонаті світу з шосейно-кільцевих мотоперегонів MotoGP та чемпіонаті світу Супербайк. Чемпіон світу MotoGP у класі 125сс 1992 року. Перший мотогонщик, який виграв чемпіонат світу та мотоциклі Aprilia.

## Біографія

### Кар'єра мотогонщика

#### MotoGP

##### Клас 125сс
Після низки хороших результатів, продемонстрованих Граміньї на аматорському рівні, Алессандро дебютував у чемпіонаті світу з шосейно-кільцевих мотоперегонів MotoGP у 1990 році, виступаючи на Aprilia в класі 125cc, закінчивши сезон на дев'ятому місці. Він виграв свою першу гонку в 1991 році на Гран-Прі Чехословаччини, закінчивши сезон на сьомому місці в чемпіонаті з 90 очками.
На початку сезону 1992 року Граміньї потрапив у аварію, потрапивши мотоциклом під автомобіль. В результаті інциденту Граміньї зламав обидві гомілкові кістки. Через цей прикрий інцидент він змушений був пропустити один етап (Гран-Прі Іспанії). Незважаючи на це, Граміньї здобув дві перемоги (на Гран-Прі Малайзії та Гран-Прі Угорщини), всього в сезоні завоювавши сім подіумів, що дозволило випередити Фаусто Грезіні і виграти чемпіонат.

##### Клас 250сс
У наступному сезоні Алессандро перейшов в клас 250cc, де він виступав 3 сезони: перший на Gilera, другий на Aprilia, третій — на Honda. В цьому класі Граміньї не досяг таких успіхів, як у класі 125сс, найкращим результатом за 3 роки було восьме місце на Гран-Прі Нідерландів у 1995 році.

##### Клас 500сс
У 1997 році Граміньї спробував свої сили у «королівському» класі, провівши дві гонки на початку сезону за Aprilia. Не набравши жодного очка, Алессандро завершив свою кар'єру у MotoGP.

#### Superbike
У період 1998—2001 та 2003—2005 років Граміньї виступав у чемпіонаті світу Супербайк.

## Статистика виступів

### MotoGP
Система нарахування очок, яка діяла до 1992 року:
| Місце | 1  | 2  | 3  | 4  | 5  | 6  | 7 | 8 | 9 | 10 | 11 | 12 | 13 | 14 | 15 |
| Очки  | 20 | 17 | 15 | 13 | 11 | 10 | 9 | 8 | 7 | 6  | 5  | 4  | 3  | 2  | 1  |

Система нарахування очок, яка діяла з 1993 року:
| Місце | 1  | 2  | 3  | 4  | 5  | 6  | 7 | 8 | 9 | 10 | 11 | 12 | 13 | 14 | 15 |
| Очки  | 25 | 20 | 16 | 13 | 11 | 10 | 9 | 8 | 7 | 6  | 5  | 4  | 3  | 2  | 1  |

#### У розрізі сезонів
| Сезон  | Клас   | Мотоцикл | Гонки | Перемоги | Подіуми | Поули | Очки | Місце |
| ------ | ------ | -------- | ----- | -------- | ------- | ----- | ---- | ----- |
| 1990   | 125cc  | Aprilia  | 13    | 0        | 2       | 0     | 84   | 9     |
| 1991   | 125cc  | Aprilia  | 12    | 1        | 3       | 0     | 90   | 7     |
| 1992   | 125cc  | Aprilia  | 12    | 2        | 7       | 3     | 134  | 1     |
| 1993   | 250cc  | Gilera   | 10    | 0        | 0       | 0     | 2    | 30    |
| 1994   | 250cc  | Aprilia  | 13    | 0        | 0       | 0     | 10   | 23    |
| 1995   | 250cc  | Honda    | 5     | 0        | 0       | 0     | 11   | 23    |
| 1996   | 500cc  | Aprilia  | 1     | 0        | 0       | 0     | 0    | НК    |
| Всього | Всього | Всього   | 66    | 3        | 12      | 3     | 331  |       |